# Lower Brule (Dakota del Sur)
Lower Brule es un lugar designado por el censo ubicado en el condado de Lyman en el estado estadounidense de Dakota del Sur. En el Censo de 2010 tenía una población de 613 habitantes y una densidad poblacional de 652,01 personas por km².

## Geografía
Lower Brule se encuentra ubicado en las coordenadas 44°4′27″N 99°35′2″O / 44.07417, -99.58389. Según la Oficina del Censo de los Estados Unidos, Lower Brule tiene una superficie total de 0.94 km², de la cual 0.94 km² corresponden a tierra firme y (0%) 0 km² es agua.

## Demografía
Según el censo de 2010, había 613 personas residiendo en Lower Brule. La densidad de población era de 652,01 hab./km². De los 613 habitantes, Lower Brule estaba compuesto por el 6.2% blancos, el 0% eran afroamericanos, el 89.07% eran amerindios, el 0.33% eran asiáticos, el 0% eran isleños del Pacífico, el 0% eran de otras razas y el 4.4% pertenecían a dos o más razas. Del total de la población el 0.49% eran hispanos o latinos de cualquier raza.